# Doom: Il gioco da tavolo (2016)
Doom: Il gioco da tavolo (in inglese DOOM: The Board Game), noto anche come Doom: Seconda Edizione, è un gioco da tavolo americano da due a cinque giocatori creato da Jonathan Ying e pubblicato da Fantasy Flight Games nel 2016. Il gioco è una nuova edizione del precedente Doom: Il gioco da tavolo, e come il suo predecessore è basato sulla serie di videogiochi sparatutto in prima persona di Doom. Differisce sostanzialmente dalla prima edizione sia per il contenuto del gioco stesso che per l'estetica dei componenti e del manuale, la quale è direttamente tratta da Doom, pubblicato lo stesso anno.

## Modalità di gioco
In Doom: Il gioco da tavolo i giocatori si dividono in due squadre: l’Invasore e i Marines. Tutte le miniature dell'Invasore sono controllate da un solo giocatore, mentre i restanti giocatori controllano ognuno la propria miniatura Marine. Prima dell'inizio di ogni partita, i giocatori scelgono lo scenario in cui giocare. Due campagne, ognuna composta da sei scenari, sono incluse nel gioco. Le modalità di gioco sono "Giocatore Singolo" (Invasore contro un Marine) e "Campagna" (Invasore contro più Marines). L'ambientazione e le interazioni con gli scenari e le creature aliene sono simili alla precedente edizione del gioco, tuttavia i materiali e il regolamento risultano completamente rinnovati, e lo svolgersi dei turni di gioco è arricchito dall'utilizzo di nuove carte Azione e da una rilevante componente strategica.